# San Miguel Tequixtepec
San Miguel Tequixtepec är en ort i Mexiko.   Den ligger i kommunen San Miguel Tequixtepec och delstaten Oaxaca, i den sydöstra delen av landet, 260 km sydost om huvudstaden Mexico City. San Miguel Tequixtepec ligger 2 031 meter över havet och antalet invånare är 498.
Terrängen runt San Miguel Tequixtepec är huvudsakligen kuperad, men åt nordväst är den platt. Runt San Miguel Tequixtepec är det glesbefolkat, med 9 invånare per kvadratkilometer. San Miguel Tequixtepec är det största samhället i trakten. Trakten runt San Miguel Tequixtepec består i huvudsak av gräsmarker.